# Lionel Péan
Lionel Péan (* 17. September 1956 in Saint-Germain-en-Laye) ist ein französischer Skipper, Seefahrtsexperte und Geschäftsmann.

## Biographie

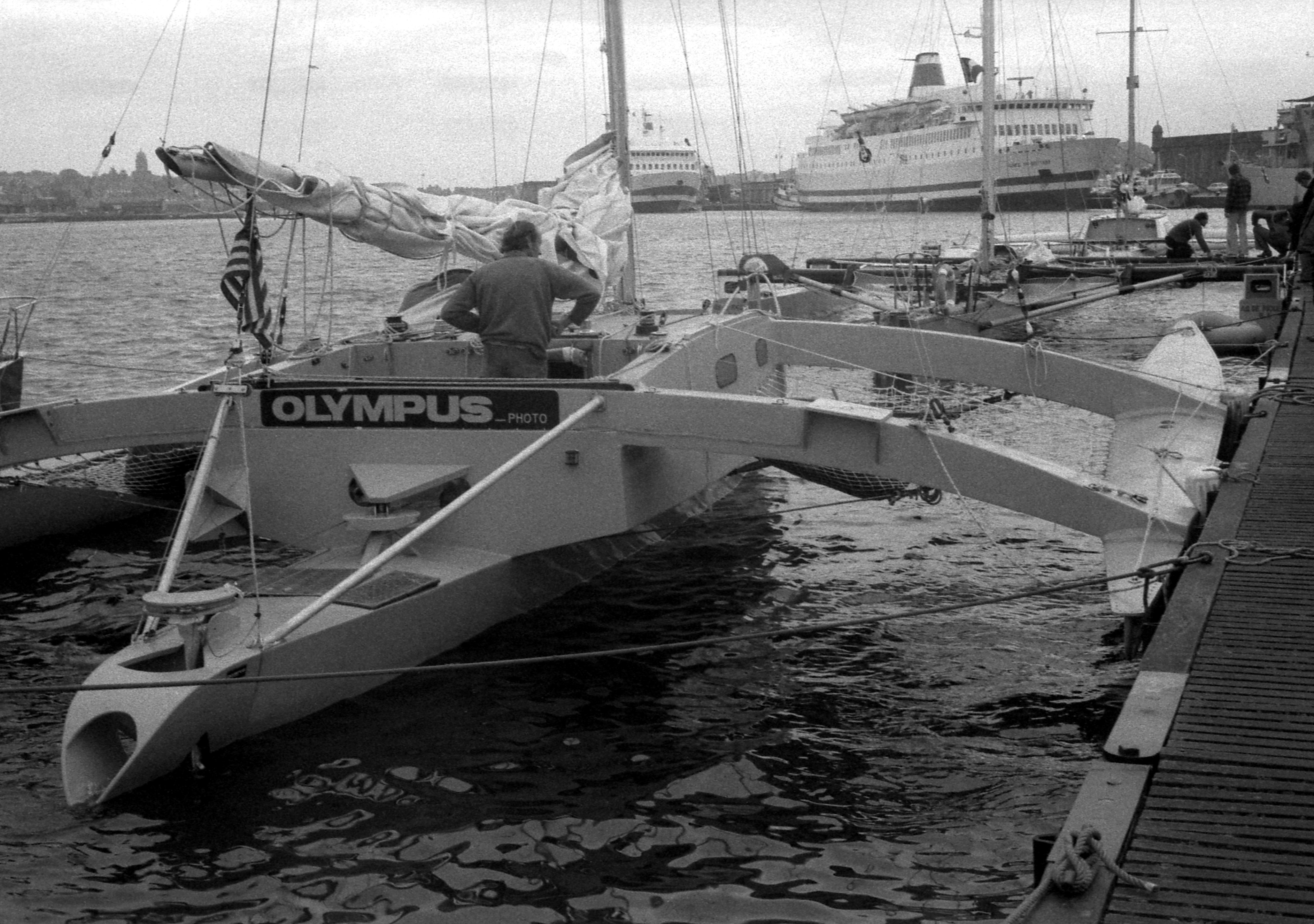
Trimaran Olympus-Foto mit Skipper Mike Birch während der 1. Ausgabe der Route du Rhum, während der letzten Vorbereitungen in Saint-Malo

Sein Vater, ein Arzt, ließ sich in La Rochelle nieder, wo Lionel Péan Rugby spielte und dem Segelsport betrieb. Mit 15 Jahren verließ er sein Zuhause und segelte auf der Yawl Striana in die Karibik zu den Französischen Antillen. Während seiner Segelreisen traf er drei Experten des Segelns: den Segelmacher Bertrand Cheret, der ihm die Kunst des Segelmachens und das Regattasegeln beibrachte und mit dem er Mitglied der französischen Olympiamannschaft im Soling wurde. Der Schiffskonstrukteur Philippe Harlé (1931–1991) brachte ihm bei, welche Faktoren die Struktur und der Geschwindigkeit von Booten beeinflussen. Der kanadische Segler Mike Birch erklärte ihm das Spiel von Wind und Wellen, während er seine erste Atlantiküberquerung in einem Mehrrumpfboot von Cape Cod nach Lorient mit dem Trimaran Olympus-Photo unternahm.

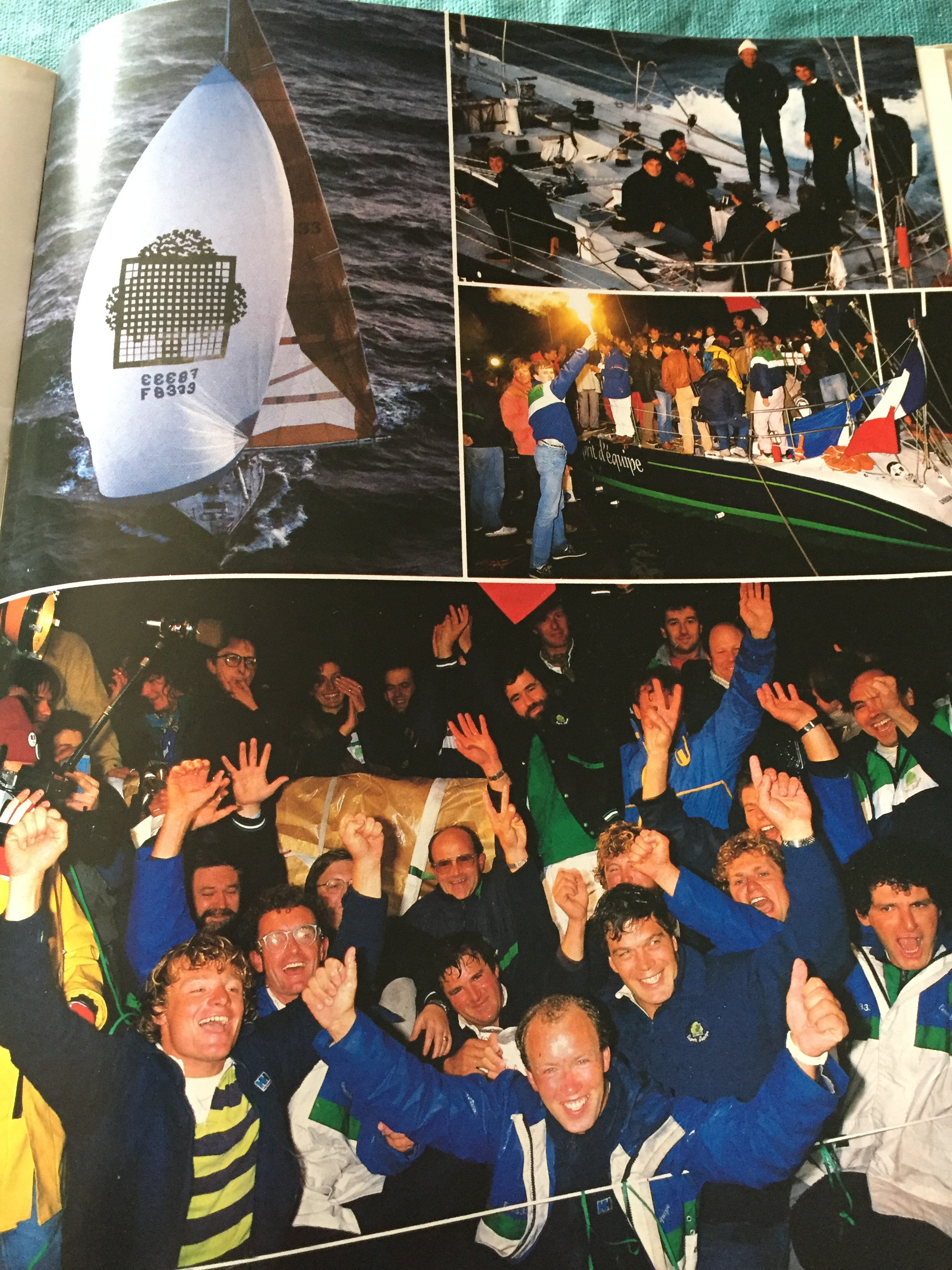
Siegreiche Ankunft des Whitbread Round the World Race 1985–86 mit der gesamten Crew L'Esprit d'équipe, 1986

Péan war Sieger zahlreicher Segelregatten und wurde mit 29 Jahren als Skipper der Yacht L’Esprit d’Equipe im Whitbread Round the World Race 1985–86 Gesamtsieger in einer korrigierten Zeit von 111 Tagen und 23 Stunden. Lionel Péan hatte mit seiner Crew insgesamt drei von vier Etappen des Weltrennens gewonnen. Für diese Leistung als Skipper wurde er zum Ehrenbürger der Stadt Saint-Malo ernannt.
Nach den Regatten und den Ozeanrekorden zog es ihn nach Südfrankreich, wo er seine Zeit der Welt der großen Segelyachten, Regatten und des Projektmanagements widmete.

## Geschäftsmann
Im Jahr 2020 gründete Péan das Unternehmen Seafloatech, das ökologische Verankerungslösungen entwickelt.

## Regattaerfolge
- 2020 Gewinner des China Cup und der Voiles de Saint-Tropez mit der Yacht Hermitage
- 2017 Gewinner der Regatta Cowes-Dinard mit Volvo Open 70 SFS
- 2016 Gewinner des Heineken Cup (Saint Martin) und Rekordhalter für die Regatta um die Insel  Saint Martin
- 2015 Zweiter Platz beim Middle Sea Race mit Volvo Open 70 SFS/WARGNY
- 2014 Tour de Corse à la voile, neuer Rekord mit Crew an Bord der Volvo Open 70 Yacht SFS
- 2011
  - Gewinner der Gedächnis-Regatta (Volvo Ocean Race) mit der Yacht L'Esprit d'équipe
  - 4. Platz beim Maxi Transatlantic Race von Newport (Rhode Island) nach Cowes mit der Yacht Sojana von Peter Harrison
- 2010 Gewinner beim Maxi Transatlantic Race von Teneriffa nach Saint Martin mit der Yacht Sojana von Peter Harrison
- 2001 12mR-Weltmeister mit der Yacht Sovereign
- 1998 Rekord der Transatlantik-Überquerung als Crew-Mitglied an Bord der Mari Cha III von Robert Miller
- 1994
  - 4. Platz beim Transat AG2R gemeinsam mit Dominic Vittet mit der Yacht Overflots in 20 Tagen, 22 Stunden, 56 Minuten und 28 Sekunden
  - 3. Platz beim Two Handed Transatlantic Race gemeinsam mit Pascal Hérold mit dem Katamaran Dupon Duran 3 in 13 Tagen, 2 Stunden und 40 Minuten
  - 2. Platz bei der Sydney-Hobart-Regatta mit der Yacht Kyote French Line von Ortwin Kandler in 2 Tagen 15 Stunden 42 Minuten 20 Sekunden[3]
- 1993 3. Platz nach gesegelter Zeit bei der Sydney-Hobart-Regatta mit der Yacht Wild Thing in 4 Tagen 7 Stunden 44 Minuten und 30 Sekunden[4]
- 1990 5. Platz bei der Route du Rhum mit dem Trimaran Saint-Malo Esprit de conquête in 15 Tagen 15 Stunden und 27 Minuten
- 1986
  - 3. Platz bei der Route du Rhum mit dem Katamaran Hitachi in 17 Tagen 7 Stunden 4 Minuten und 43 Sekunden
  - Gewinner des Whitbread Round the World Race mit der Yacht L'Esprit d'équipe
- 1983 1. Platz bei der Solitaire du Figaro mit der Yacht Hitachi
- 1981 2. Platz beim Two Handed Transatlantic Race gemeinsam mit Daniel Gilard mit dem Trimaran Brittany Ferries Fr

## Andere Aktivitäten
- 1988 Teilnahme an der Rallye Dakar als Co-Pilot[5]

## Auszeichnungen
- 2022 Chevalier du Mérite Maritime (deutsch Ritter des Seeverdienstordens)